# شون ويلكينسون
شون ويلكينسون (بالإنجليزية: Shaun Wilkinson)‏ (12 سبتمبر 1981 ببورتسموث في المملكة المتحدة - ) هو لاعب كرة قدم بريطاني في مركز الوسط. لعب مع برايتون أند هوف ألبيون ونادي تشيسترفيلد.

## وصلات خارجية
- شون ويلكينسون على موقع قاعدة بيانات كرة القدم.إي يو (الإنجليزية)